# Petr Korda
Petr Korda (Praga, 23 de enero de 1968) es un extenista profesional checo, ganador del Abierto de Australia 1998 y nro. 2 del mundo en ese año.

## Carrera profesional
Korda atrajo la atención del mundo del tenis por primera vez en 1985, cuando él y su compatriota Cyril Suk ganaron el título de dobles en el Abierto de Francia, categoría junior.
Se convirtió en profesional el año 1987. Ganó su primer título de dobles en 1988, y su primer título de individuales en 1991. Jugó cuatro finales de torneos de Grand Slam a lo largo de su carrera, dos de ellas en individuales y dos en dobles.
En 1990, Korda y el croata Goran Ivanišević fueron finalistas de dobles en Roland Garros. En 1992 llegó a la final de individuales del mismo torneo, donde fue derrotado por el campeón defensor Jim Courier en set seguidos 7-5, 6-2 y 6-1. En 1996 obtuvo el título de dobles del Abierto de Australia haciendo pareja con el sueco Stefan Edberg.
El punto álgido de la carrera de Korda llegó en 1998, cuando enfrentó al chileno Marcelo Ríos en la final de individuales del Abierto de Australia. Korda fue superior en todo el partido al chileno. De esa manera consiguió su primer y único título individual de Grand Slam. Su fantástico desempeño en Melbourne lo catapultó al puesto número 2 del escalafón ATP, que sería la mejor clasificación que obtendría en su carrera como individual (en dobles llegó a ser número 10).
Otros éxitos de la carrera de Korda fueron ganar la Copa Grand Slam en 1993 y ser parte del equipo de la República Checa que conquistó la Copa Hopman en 1994.
Sin embargo, 6 meses después de obtenido el título de Gran Slam la Asociación de Tenistas Profesionales (ATP) sancionó a Korda por supuesto dopaje al dar positivo por haber ingerido nandrolona, lo que sembró muchas dudas sobre el título obtenido por el tenista checo. Korda se convirtió en el primer tenista de alto perfil en ser descubierto consumiendo una sustancia prohibida. Después de un partido en Wimbledon, dio positivo por nandrolona, por lo que fue sancionado por un año. Korda no regresó al circuito profesional una vez que la sanción fue levantada, y de esa manera terminó su carrera durante la cual conquistó diez títulos en individuales e igual número en dobles.

## Vida personal
Korda se casó con Regina Rajchrtová, una antigua jugadora profesional de tenis procedente de Checoslovaquia. Tienen tres hijos, la mayor, Jessica, nació el 27 de febrero de 1993; es una golfista profesional, y acabó la 19.ª en el Abierto de los EE. UU. femenino de 2008 a los quince años de edad, con Korda como su caddie. En el Abierto de EE. UU. de 2013, Petr hizo de caddie para otra de sus hijas, Nelly, que tenía catorce años entonces y la jugadora más joven del torneo. A fecha marzo de 2022, Nelly era la n.º 2 del mundo, y llegó a estar la primera. Su hijo, Sebastian, es también jugador de tenis y fue el júnior con mejor clasificación mundial representando a los EE. UU. Sebastian ganó el título júnior del Open de Australia en 2018.

## Torneos de Grand Slam

### Campeón Individuales (1)
| Año  | Campeonato           | Oponente en la final | Resultado en final |
| 1998 | Abierto de Australia | Marcelo Ríos         | 6-2, 6-2, 6-2      |

### Finalista en Individuales (1)
| Año  | Campeonato    | Oponente en la final | Resultado en final |
| 1992 | Roland Garros | Jim Courier          | 5-7, 2-6, 1-6      |

### Campeón Dobles (1)
| Año  | Torneo               | Pareja        | Oponentes en la final         | Resultado          |
| 1996 | Abierto de Australia | Stefan Edberg | Sébastien Lareau Alex O'Brien | 7-5, 7-5, 4-6, 6-1 |

### Finalista en Dobles (1)
| Año  | Torneo        | Pareja           | Oponentes en la final               | Resultado |
| 1990 | Roland Garros | Goran Ivanišević | Sergio Casal Emilio Sánchez Vicario | 5-7, 3-6  |

## Títulos

### Individuales (10)
| Leyenda                |
| Grand Slam (1)         |
| Tennis Masters Cup (0) |
| ATP Masters Series (1) |
| ATP Tour (8)           |

| N.º | Fecha                  | Torneo                           | Superficie | Oponente en la final | Resultado            |
| --- | ---------------------- | -------------------------------- | ---------- | -------------------- | -------------------- |
| 1.  | 12 de agosto de 1991   | New Haven, EE. UU.               | Dura       | Goran Ivanišević     | 6-4 6-2              |
| 2.  | 7 de octubre de 1991   | Berlín, Alemania                 | Moqueta    | Arnaud Boetsch       | 6-3 6-4              |
| 3.  | 13 de agosto de 1992   | Washington, EE. UU.              | Dura       | Henrik Holm          | 6-4 6-4              |
| 4.  | 24 de agosto de 1992   | Long Island, EE. UU.             | Dura       | Ivan Lendl           | 6-2 6-2              |
| 5.  | 19 de octubre de 1992  | Viena, Austria                   | Moqueta    | Gianluca Pozzi       | 6-3 6-2 5-7 6-1      |
| 6.  | 7 de diciembre de 1993 | Grand Slam Cup, Múnich, Alemania | Moqueta    | Michael Stich        | 2-6 6-4 7-6 2-6 11-9 |
| 7.  | 1 de enero de 1996     | Doha, Catar                      | Dura       | Younes El Aynaoui    | 7-6(5) 2-6 7-6(5)    |
| 8.  | 20 de octubre de 1997  | Stuttgart Indoor, Alemania       | Moqueta    | Richard Krajicek     | 7-6(6) 6-2 6-4       |
| 9.  | 5 de enero de 1998     | Doha, Catar                      | Dura       | Fabrice Santoro      | 6-0 6-3              |
| 10. | 19 de enero de 1998    | Abierto de Australia, Melbourne  | Dura       | Marcelo Ríos         | 6-2 6-2 6-2          |

### Finalista en individuales
- 1989: Fráncfort
- 1991: Tampa, Washington, Masters de Canadá
- 1992: Múnich, Roland Garros, Toulouse, Basilea
- 1993: New Haven, Sydney Indoor
- 1994: Milan, Masters de Indian Wells, Múnich
- 1996: Ostrava
- 1997: Halle, Washington, Moscú